# پروژه ونوس

لوگوی پروژه ونوس

پروژه ونوس پروژه‌ای است که توسط ژاک فرسکو و با هدف بهبود جامعه انسانی با استفاده از طراحی‌هایی که او اقتصاد منبع‌مبنا می‌نامد آغاز شده‌است. هدف نظام مورد نظر این پروژه به هم پیوستن مفاهیمی مثل شهرهایی با توسعه پایدار، نظام ارزشی، مزارع اشتراکی، مدیریت منابع طبیعی و خودکارسازی پیشرفته‌است. در وبگاه رسمی این پروژه چنین آمده‌است: 

«پروژه ونوس» یک نقشه اولیه واقعی و اثبات‌پذیر است برای آفرینش یک تمدن نوین جهانی؛ تمدنی که بر اساس [رفع] نگرانی‌های بشر و آبادسازی محیط زیست بنا شده باشد.

نام این پروژه از ونوس واقع در ایالات فلوریدا ایالات متحده آمریکا، که مرکزی پژوهشی در آن قرار دارد، گرفته شده‌است. در این مرکز پژوهشی ده ساختمان قرار دارد که همگی توسط خود ژاک فرسکو طراحی شده‌اند و معماری مورد نظر این پروژه را به تصویر می‌کشند. مستند طراحی آینده فیلمی است که در مورد زندگی و کارهای ژاک فرسکو در سال ۲۰۰۶ میلادی ساخته شده‌است. 

## تاریخچه

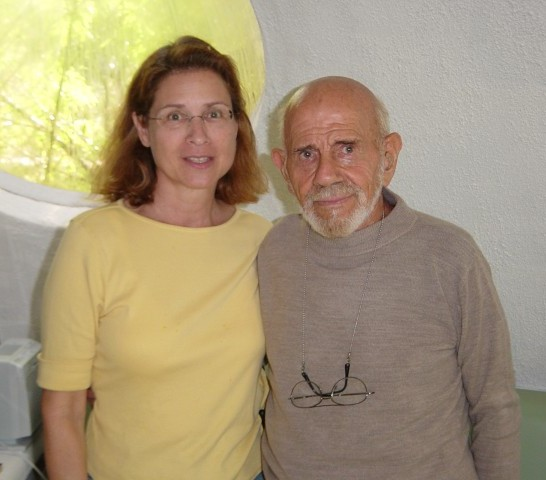
ژاک فرسکو و «روکسان مدوز»

پروژه ونوس در سال ۱۹۷۵ میلادی با همکاری ژاک فرسکو  و نقاش چهره، روکسان مدوز (انگلیسی: Roxanne Meadows) در ونوس فلوریدا آغاز شد.
پروژه ونوس یک کسب‌وکار دوبخشی به نام Future By Design و یک شرکت تجاری به نام Project Venus Inc است.  این پروژه بر اساس این ایده شکل گرفت که تمام ملل از پایه فاسدند و این فساد از استفاده از پول ناشی می‌شود. 

## اقتصاد منبع‌مبنا
اصطلاح اقتصاد منبع‌مبنا اولین با توسط «ژاک فرسکو» ابداع شد. طبق تعریف، وی این نوع اقتصاد را نظامی اقتصادی/اجتماعی کل‌نگر می‌داند که در آن تمام کالاها و خدمات بدون استفاده از پول، اعتبار یا هر نوع نظام مبتنی بر بدهی به مردم عرضه می‌شود. 

### اقتصاد پایدار سایبری‌شده
فرسکو در مبانی پروژه ونوس پیشنهاد می‌کند که در یک «اقتصاد منبع‌مبنا»، باید منابع را بر اساس نیاز مصرف‌کننده به کالاها و خدمات تخصیص داد و این کار باید بر پایه دسترسی‌پذیری، پایایی و پیشرفت‌های فناوریک باشد. در نتیجه، نقش پول از بین می‌رود و به جای آن، کامپیوترهای عظیم و متمرکزی صف‌بندی کالاها و خدمات را به‌عهده می‌گیرند و شهروندان درون این صف امکان سفارش محصول یا خدمات مورد نظر خود را خواهند داشت. وی این امر را با تمام‌کامپیوتری کردن و خودکارسازی کامل فعالیت‌هایی چون تولید، انبارداری و ترابری و ساخت شهرهای پاک و پربازده (از دیدگاه مصرف انرژی) امکان‌پذیر می‌داند.

### ارتباط با اقتصاد بازار
اقتصاد منبع‌مبنا برای عرضه کالا و خدمات از معدن منبع تا محصول نهایی، مراکز توزیع و ارسال به دست مصرف‌کننده، از ماشین‌ها به عنوان نیروی کار استفاده می‌کند. نتیجه چنین روشی این است که هزینه‌ای به مصرف‌کننده تحمیل نمی‌شود؛ چرا که هزینه مربوطه در اساس به صورت انرژی و منابع به‌کاررفته خواهد بود که ماشین‌ها کار خودکارسازی تنظیم آن را به عهده گرفته، بارش را از دوش مصرف‌کننده برخواهند داشت.  هدف اصلی این مدل، بیرون کشیدن بازار از اقتصاد بازار است و تغییر مفهوم سودبری کسب‌وکارها است. بدین ترتیب، ماشین‌ها کار رساندن کالاها و خدمات را به دست مصرف‌کننده انجام خواهند داد و در این زمینه جایگزین دولت و بازار خواهند شد. فرسکو برای رفع ابهام موجود در این مدل مثال زیر را می‌زند: 

«در آغاز جنگ جهانی دوم ایالات متحده آمریکا تنها ۶۰۰ هواپیمای جنگی تراز اول داشت. اما، به‌سرعت توانست آن را به تعداد ۹۰،۰۰۰ فروند برساند. در ابتدای جنگ، سؤال این بود که "آیا سرمایه کافی برای تولید افزارهای جنگی را داریم؟" و پاسخ منفی بود؛ نه پول و نه طلای کافی برای این کار وجود داشت. اما آنچه که به وفور در دسترس بود، منابع مکفی بود و همین منابع آمریکا را قادر ساخت تا به کارایی تولید بسیار بالایی دست یابد. اما متأسفانه این امر فقط به زمان جنگ محدود شد.»

## جنبش روح زمانه

پوستر «جنبش روح زمانه: الحاقیه»

نوشتار اصلی (از ویکی‌پدیای انگلیسی): The Zeitgeist Movement
پروژه ونوس در سال ۲۰۰۸ میلادی در فیلم مستند روح زمانه: الحاقیه (انگلیسی: Zeitgeist: Addendum) به صورت برجسته‌ای ارائه و به عنوان راهکاری برای مشکلات جهانی مطرح شد.  این فیلم در پنجمین جشنواره فیلم آرتیویست (انگلیسی: Artivist Film Festival) در لوس آنجلس، کالیفرنیا به نمایش درآمد و بالاترین جایزه را از آن خود کرد.